# The Honolulu Queens
The Honolulu Queens was een Haagse groep bestaande uit de drie zussen Apontoweil, die tussen 1939 en 1946 Hawaiian muziek speelde. Julia, Elly en Titi Apontoweil kregen in hun jonge jaren muziekles van Theo Ehrlicher. In 1939 wonnen zij het allereerste hawaiian muziekconcours van Nederland. Tijdens de Tweede Wereldoorlog speelde het trio onder de naam Honoloeloe Koninginnetjes, aangezien de Kultuurkamer het gebruik van Engelstalige namen en liedteksten niet toestond.